# Beta Sextantis
Beta Sextantis (La tinh hóa từ β Sextantis theo định danh Bayer) là tên của một ngôi sao biến quang nằm trong chòm sao vùng xích đạo tên là Lục Phân Nghi. Với cấp sao biểu kiến là 5,07, mắt thường của chúng ta sẽ thấy nó mờ nhạt trên bầu trời đêm và rõ ràng hơn nếu điều kiện thời tiết tốt. Theo như quy mô Bortle, ngôi sao này sẽ sáng hơn nếu ta quan sát ở vùng ngoại ô do có sự ô nhiễm ánh sáng ít hơn. Dựa trên giá trị thị sai đo được là 8,06 mas, khoảng cách của nó với chúng ta là khoảng xấp xỉ 400 năm ánh sáng.
Nó là một ngôi sao nằm trong dãy chính có quang phổ loại B6 V. Tuy nhiên Houk và Swift năm 1999 lại liệt kê nó có quang phổ loại B5 IV/V (tức là nó vừa có tính chất của B5 IV và B5 V). Di vậy, nó đang tiến hóa để trở thành một ngôi sao gần mức khổng lồ. Nó nằm ở vị trí uvby trên thang đo sáng và cũng được phân loại là một sao biến quang loại Alpha2 Canum Venaticorum với chu kì là 15,4 ngày. Chu kì dài này trái ngược hoàn toàn với tốc độ tự quay của nó là 85 km/s. Do vậy, sự giải thích cho tính biến quang của nó thì vẫn chưa được giải thích.

## Dữ liệu hiện tại
Theo như quan sát, đây là ngôi sao nằm trong chòm sao Lục Phân Nghi và dưới đây là một số dữ liệu khác:
Xích kinh 10h 07m 34.37575s
Độ nghiêng −0° 38′ 13.0984″
Cấp sao biểu kiến 5.07
Cấp sao tuyệt đối −0.38
Tốc độ tự quay 116±28 km/s
Loại quang phổ B6 V hoặc B5 IV/V
Giá trị thị sai 8,06 +/- 0,36 mas
Bán kính 3.2 lần mặt trời
Độ sáng 184 lần mặt trời
Nhiệt độ hiệu dụng 14,570 Kelvin